# Rossano Galtarossa
Rossano Galtarossa, italijanski veslač, * 6. julij 1972, Padova.
Galtarossa je za Italijo nastopil na Poletnih olimpijskih igrah 1992, 2000, 2004 in 2008. Z osvojeno zlato, srebrno in dvema bronastima medaljama je 23. najuspešnejši veslač olimpijskih iger vseh časov